# Haraiki
Haraiki, auch Heraiki, alte Namen: Birnie, Croker oder Croker Island, Isla de San Quentin, ist eine kleine, unbewohnte Insel im Südpazifik, die geografisch zum Tuamotu-Archipel, politisch zu Französisch-Polynesien gehört.

## Geographie
Haraiki liegt im Zentrum des Tuamotu-Archipels, 42 km südwestlich der nächsten bewohnten Insel Marutea Nord, fast auf demselben Breitengrad wie Tahiti. Das Atoll besteht aus vier Inseln (Motu), einer größeren im Norden, zwei kleineren im Südwesten und einer im Südosten. Das umgebende Saumriff hat etwa die Form eines Dreiecks mit der Hypotenuse im Norden. Nur im Süden lässt das Riff eine schmale Passage frei, die lediglich für kleine Boote befahrbar ist. Die Lagune misst 7 × 4,5 km und bedeckt eine Fläche von 11 km². Die Landfläche der vier Motu ist wesentlich kleiner, sie beträgt zusammen nur rund 3,5 km².
Die Insel liegt auf einem verhältnismäßig kleinen, unterseeischen Hochplateau, Teil des Tuamotu Seamout Trails, das sich 2760 m aus dem Tiefseeboden erhebt.
Das Klima ist tropisch heiß, die Temperaturen werden jedoch durch ständig wehende Winde etwas gemildert. Langfristige Wetterdaten liegen nicht vor.

## Flora und Fauna
Die Flora der niedrigen Atolle der Tuamotus war, wegen desselben Klimas und vergleichbarer Bodenbeschaffenheit, ursprünglich weitgehend identisch. Diese Faktoren hatten eine geringe Biodiversität und weitgehende Uniformität der Vegetation zur Folge.
Siehe auch: Tuamotu-Archipel → Flora
Von dieser ursprünglichen Vegetation ist auf Haraiki kaum noch etwas erhalten. Seit Ende des 19. bzw. Beginn des 20. Jahrhunderts hat man alle vier Inseln des Atolls großflächig gerodet und Kokosplantagen zur Kopragewinnung angelegt. Die Plantagen werden heute noch von Bewohnern der Nachbarinseln bewirtschaftet.
Die Einförmigkeit der Sekundärvegetation ist möglicherweise dafür verantwortlich, dass Landeinsiedlerkrebse (Coenobitidae), darunter der Palmendieb (Birgus latro), die Insel in Massen erobern konnten.

## Geschichte
Ob Haraiki jemals dauerhaft bewohnt war, ist unklar. Den Berichten der frühen europäischen Besucher sind dazu keine Angaben zu entnehmen. Relikte polynesischer Siedler wurden nicht gefunden, bisher gab es allerdings noch keine gründlichen archäologischen Untersuchungen.
Der erste europäische Entdecker, der am 31. Oktober 1774 Haraiki sah, war Domingo de Boenechea. Er taufte die Insel „San Quintin“ nach dem heiligen Quintinus, dessen Gedenktag der 31. Oktober ist. Boenechea betrat die Insel nicht.
Am 22. September 1821 fuhr Captain Francis Stavers mit dem Walfangschiff Tuscan auf dem Weg von Kap Hoorn nach Tahiti an der Insel vorbei und nannte sie „Birnie Island“, nach Alexander Birnie, dem Eigner der Tuscan.
Frederick William Beechey passierte Haraiki im Februar 1826 und nannte die Insel „Croker Island“ nach John Wilson Croker dem Ersten Sekretär der britischen Admiralität.

## Verwaltung und Infrastruktur
Das unbewohnte Haraiki gehört heute politisch zum französischen Überseeland (Pays d'outre-mer – POM) Französisch-Polynesien und wird von der Gemeinde Makemo (Commune de Makemo) verwaltet.
Im Norden der Hauptinsel liegt ein kleines und nur zeitweise während der Ernte bewohntes Dorf aus einigen wellblechgedeckten Hütten und offenen Unterständen zum Trocknen der Kopra. Sowohl an der Ozean- als auch an der Lagunenseite gibt es einen Betonsteg für kleine Boote. Die Kokosplantagen sind mit unbefestigten Pfaden verbunden. Jegliche weitere Infrastruktur, insbesondere eine Wasser- und Energieversorgung, fehlt. Haraiki ist für den Touristen kaum zu erreichen, Schiffsverbindungen dorthin gibt es nicht.